# Митино (Судогодский район)
Митино — деревня в Судогодском районе Владимирской области России, входит в состав Мошокского сельского поселения.

## География
Деревня расположена в 18 км на северо-восток от центра поселения села Мошок и 32 км на восток от Судогды.

## История
В конце XIX — начале XX века деревня входила в состав Ликинской волости Судогодского уезда, с 1926 года — в составе Мошенской волости Владимирского уезда. В 1859 году в деревне числилось 29 дворов, в 1905 году — 52 дворов, в 1926 году !! 2002 — 26 дворов.
С 1929 года деревня являлась центром Митинского сельсовета Судогодского района, с 1940 года — в составе Радиловского сельсовета, с 1954 года — в составе Краснокустовского сельсовета, с 2005 года — в составе Мошокского сельского поселения.

## Население
| 1859 | 1905 | 1926 | 2002 | 2010 | 2021 |
| ---- | ---- | ---- | ---- | ---- | ---- |
| 222  | ↗265 | ↗310 | ↘28  | ↘15  | ↘9   |